# کندل‌لایت رکوردز
کندل‌لایت رکوردز (به انگلیسی: Candlelight Records) یک ناشر موسیقی است که توسط بیسیست سابق گروه  موسیقی Extreme Noise Terror در اروپا بنیانگذاری شده است. این ناشر آثار گروه‌های دث متال و بلک متال را منتشر می‌کند. آثار ابتدایی گروه‌های مطرحی همچون اپث و امپرور توسط این ناشر پخش شده است.

## هنرمندان
بریتانیا
- 1349
- Abigail Williams
- Age of Silence
- Averse Sefira
- Blut Aus Nord
- Carnal Forge
- Crionics
- Crowbar
- Daylight Dies
- Diablo Swing Orchestra
- امپراتور
- Epoch of Unlight
- Forest Stream
- آلکس
- Grimfist
- Ihsahn
- Illdisposed
- اینسامنیوم
- Kaamos
- Lost Eden
- Manes
- مهرپرستی
- Myrkskog
- Nebelhexe
- Novembers Doom
- Octavia Sperati
- October File
- Omnium Gatherum
- Onslaught
- Paganize
- Pantheon I
- Reverence
- Sear Bliss
- The Seventh Cross
- Sigh
- Starkweather
- Stonegard
- Subterranean Masquerade
- Thine Eyes Bleed
- Throne of Katarsis
- To-Mera
- دله
- Zatokrev
- Zyklon